# 肯巴赫河 (塞巴赫河支流)
48°13′22″N 11°40′39″E / 48.222753°N 11.677447°E

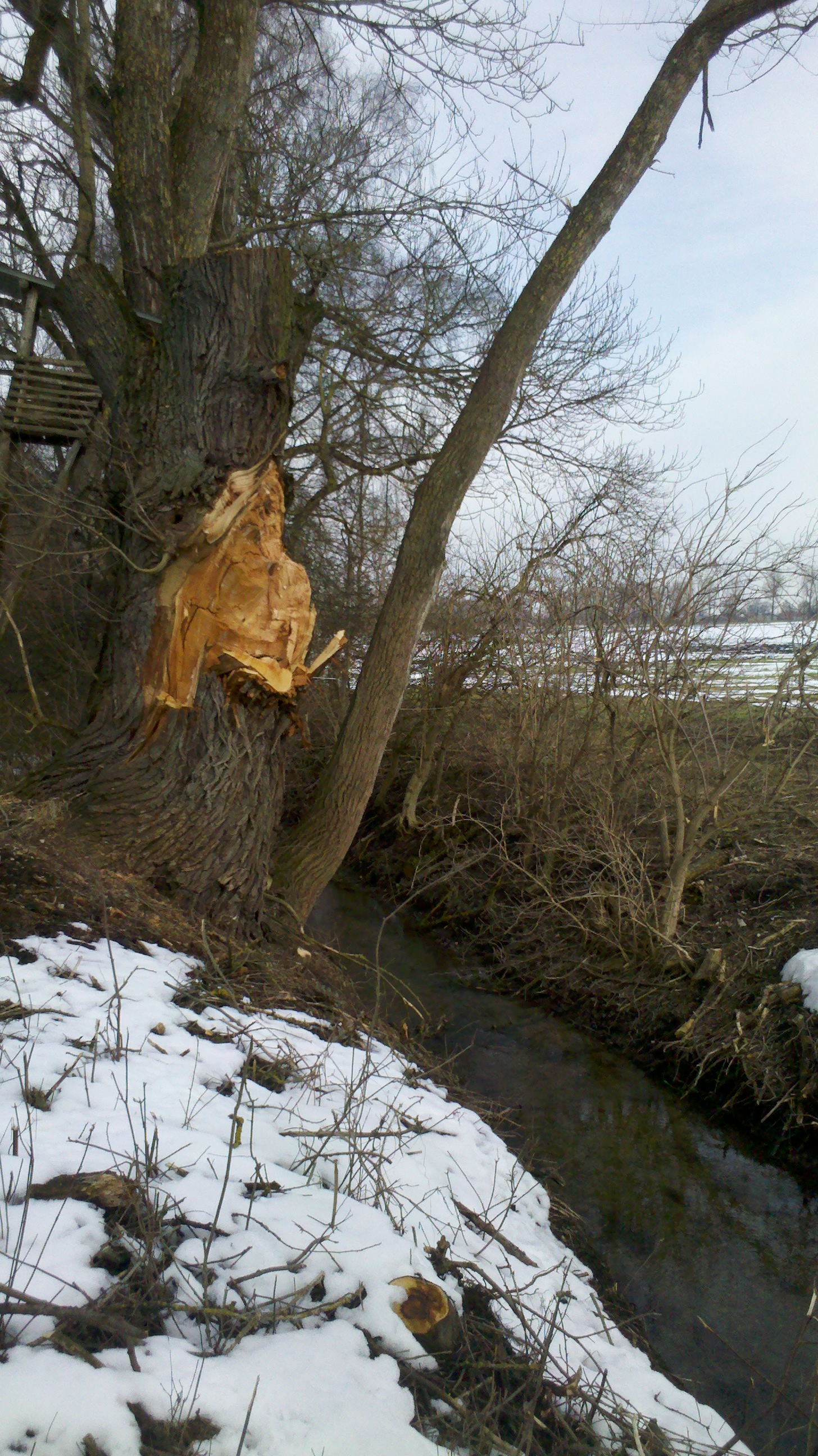

肯巴赫河（德語：Kernbach），是德國的河流，位於該國東南部，由巴伐利亞負責管轄，該河流屬於塞巴赫河的支流，河道全長2.6公里，流經伊斯馬寧附近。